# Jakobsberg (stacja kolejowa)

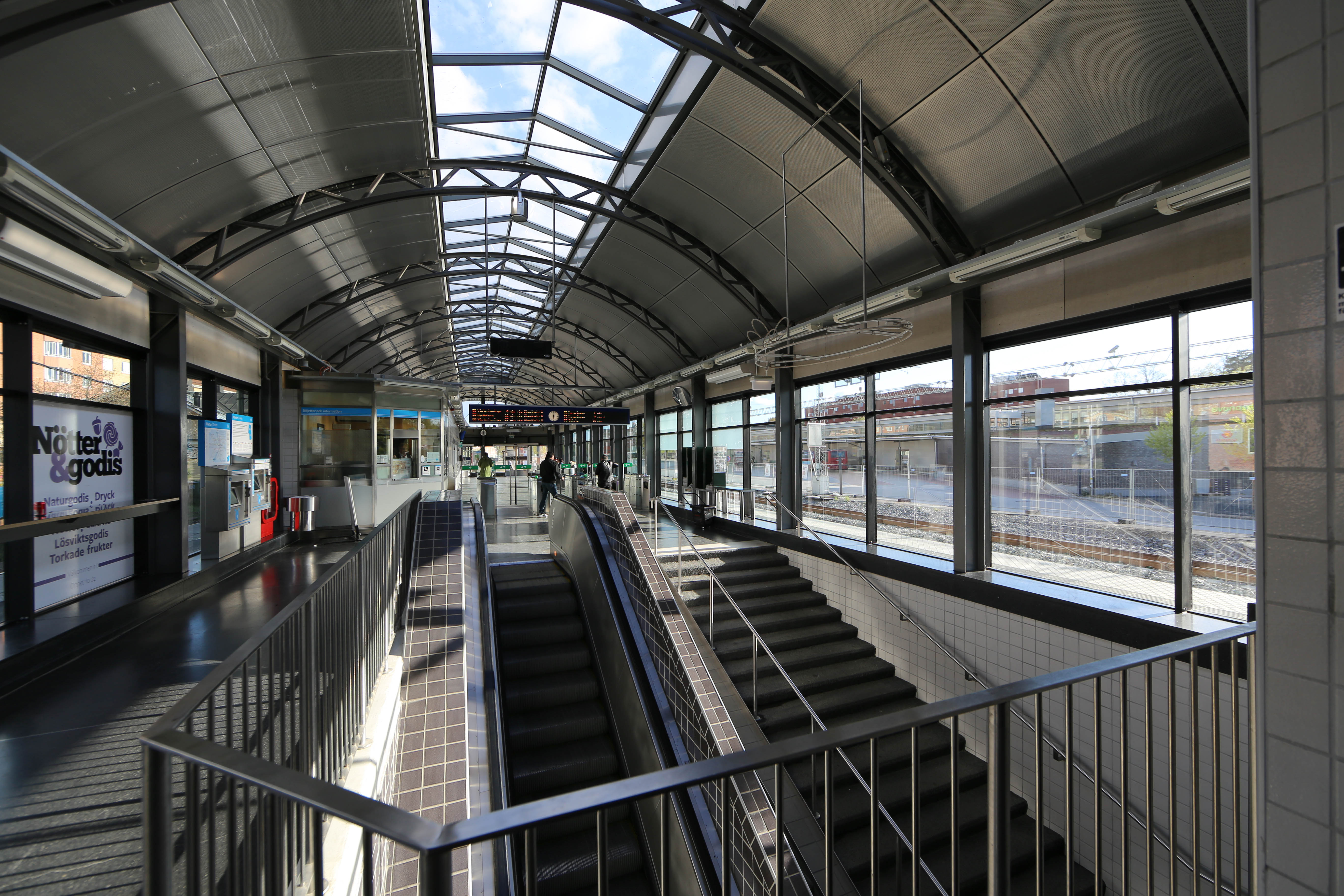
Wejście na peron

Jakobsberg – stacja kolejowa w Gminie Järfälla, w regionie Sztokholm, w Szwecji. Jest stacją Stockholms pendeltåg, położoną na Mälarbanan, 17,4 km od głównego dworca kolejowego w Sztokholmie i jest jednym z 15 największych dworców kolejowych w Szwecji, z około 10 200 pasażerów dziennie. Stacja składa się z jednego peronu wyspowego. hala biletowa wyposażona w sklepy i kawiarnie, znajduje się na peronie i jest dostępna za pośrednictwem przejścia podziemnego. W sąsiedztwie znajduje się dworzec autobusowy z nowoczesnym terminalem.

## Linie kolejowe
- Mälarbanan